# Gmina związkowa Langenlonsheim-Stromberg
Gmina związkowa Langenlonsheim-Stromberg (niem. Verbandsgemeinde Langenlonsheim-Stromberg) – gmina związkowa w Niemczech, w kraju związkowym Nadrenia-Palatynat, w powiecie Bad Kreuznach. Siedziba gminy związkowej znajduje się w miejscowości Langenlonsheim. Powstała 1 stycznia 2020 z połączenia gminy związkowej Langenlonsheim z gminą związkową Stromberg.    

## Podział administracyjny
Gmina związkowa zrzesza 17 gmin, w tym jedną gminę miejską (Stadt) oraz 16 gmin wiejskich (Gemeinde):
1. Bretzenheim
2. Daxweiler
3. Dörrebach
4. Dorsheim
5. Eckenroth
6. Guldental
7. Langenlonsheim
8. Laubenheim
9. Roth
10. Rümmelsheim
11. Schöneberg
12. Schweppenhausen
13. Seibersbach
14. Stromberg, miasto
15. Waldlaubersheim
16. Warmsroth
17. Windesheim